# シャトー・ラフィット・ロートシルト

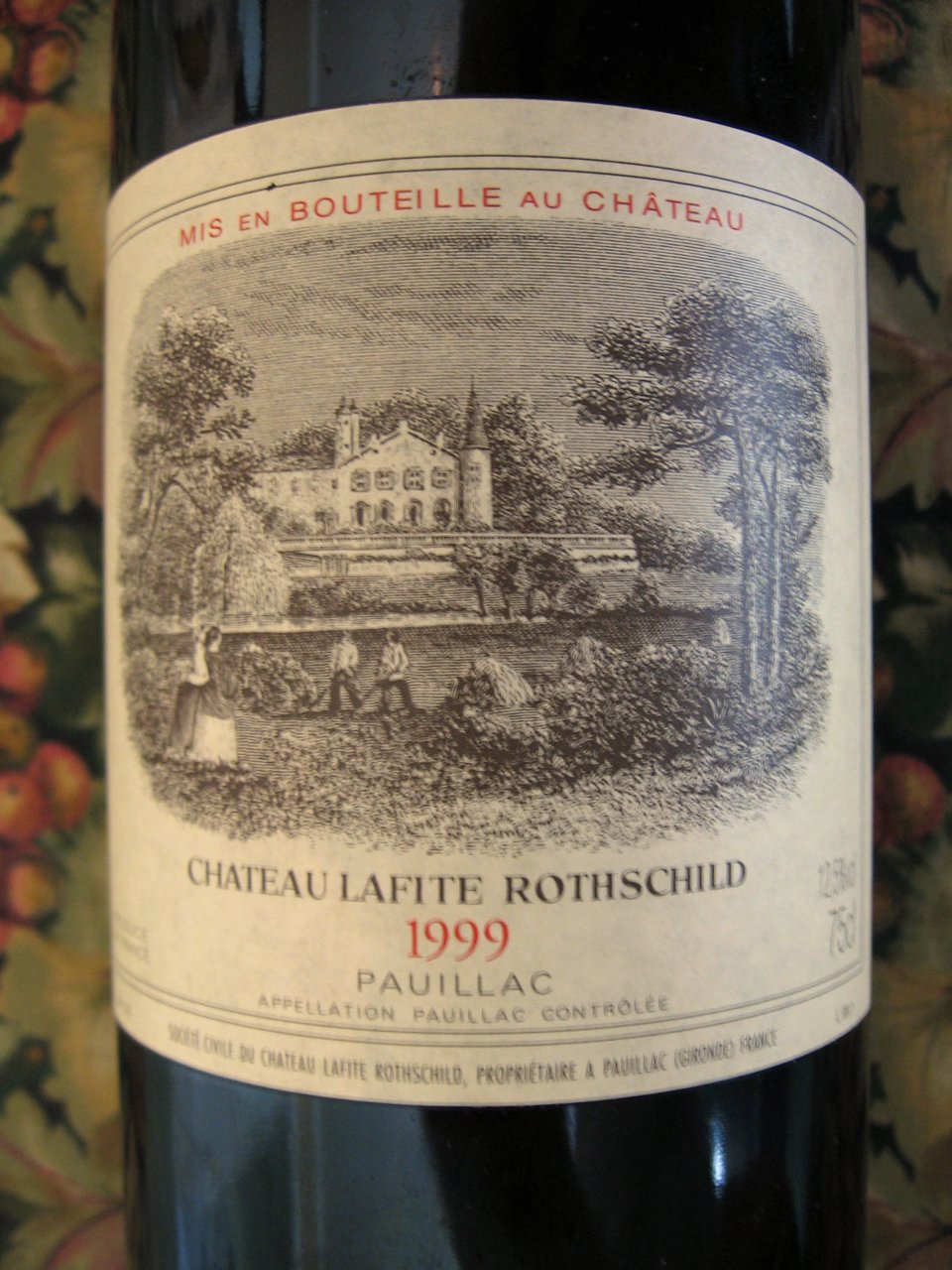
シャトー・ラフィット・ロートシルト1999年

シャトー・ラフィット・ロートシルト（Château Lafite-Rothschild）は、メドック地区ポーイヤック村にある著名なボルドーワインのシャトーの名称、および同シャトーが生産する赤ワインの銘柄の名称である。現在メドックに4つある第1級格付けワインの中で、シャトー・ラフィット・ロートシルトはしばしばその筆頭に挙げられる。
日本で知られている「ロートシルト」の名は「ロスチャイルド」のドイツ語風の読みであり、フランス語での発音は異なる。日本ソムリエ協会では「ロッチルド」もしくは「ロートシルト」とルビを振っている。他に「ロスシルド」などと表記されることもある。ただしシャトー・ラフィット・ロートシルトの運営主体であるDBR社では「ロートシルト」という日本語表記を採用している。なお、シャトー・ムートン・ロートシルトはロスチャイルド家の別の系統の一族が所有している。

## 概要
シャトー・ラフィット・ロートシルトは、ボルドーの北西メドック地区の高名なワイン生産地ポーイヤック村の北端に位置する。シャトーの敷地面積は123ヘクタールで、うち100ヘクタールがブドウ畑となっている。石灰質を基盤とする砂利質のテロワール（土壌）はメドックでも最上と目されている。品種別の作付面積は、カベルネ・ソーヴィニョンが70パーセント、メルローが25パーセント、カベルネ・フランが3パーセント、プティ・ヴェルドが2パーセントである。
ワインの生産量は年間3万5,000ケース（42万本）である。うち1万5,000から2万5,000ケースがメドック第1級格付けの赤ワイン「シャトー・ラフィット・ロートシルト」として出荷される。第1級の名声に達しないと判断されたワインはセカンドラベルの「カリュアド・ド・ラフィット」として出荷される。
尚、ブレンド比率はその年のブドウの出来具合によって変わる。極端な例では、1961年のヴィンテージではカベルネ・ソーヴィニョンを100パーセント使用していた。カベルネ・ソーヴィニョンの比率が高いことで、タンニンの強いフルボディのワインとなるが、その味わいは酸味と渋味のバランスが程よく、品格を感じさせるものとなっている。

## 歴史

### 王のワイン

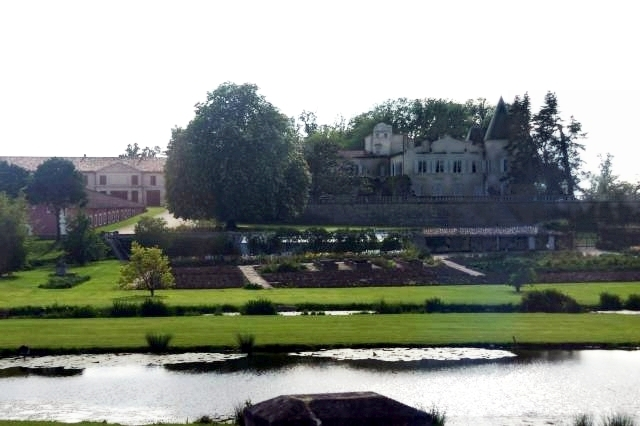
シャトー・ラフィット・ロートシルトの敷地

「ラフィット」という呼び名は中世の農園の名称として14世紀の文献に登場する。ポーイヤック村の中で一番小高い丘に位置していたことから、古いガスコーニュ語で「小高いところ」を意味する「La Hite」（ラ・イット）が転じてラフィットと名づけられたという。ブドウの作付けは中世から行われていたが、17世紀にセギュール家がシャトー・ラフィットの所有者となり転機が訪れた。1670年代から80年代にかけて、ジャック･ド・セギュールがブドウ畑を広げ、ワインの生産を本格化させた。
ジャックの相続人アレキサンドルは1695年にシャトー・ラトゥールの女性相続人と結婚し、息子のセギュール侯爵ニコラ・アレキサンドルをもうけた。ラフィット、ラトゥール、カロン・セギュールなどの広大な農園を相続したセギュール侯爵は、ワインの生産技術の改良に力を注ぐとともにヨーロッパ各国の上流階級へ販路を広げ、ほどなく「葡萄園の王子」とあだ名されるようになった。当時ボルドーワインの需要の中心地は、歴史的経緯もあってイギリスであった。ワイン好きの首相ロバート・ウォルポールは3か月ごとにラフィット1樽、つまり普通サイズのワイン瓶300本分を空けていたという。
一方、フランスの宮廷ではギュイエンヌ（ボルドーの旧州名）は田舎というイメージがあり、専らブルゴーニュワインが愛飲されていた。1760年、ルイ15世の愛妾ポンパドゥール夫人は、ワインで王の歓心を買おうとブルゴーニュのある高名な畑を手に入れようとしたが、コンティ公ルイ・フランソワ1世に競り負けてしまう。この畑は後にロマネ・コンティと呼ばれるのだが、顛末を見ていたギュイエンヌ総督のリシュリュー男爵マレシャル（リシュリュー枢機卿の縁者）が、代わりにラフィットをポンパドゥール夫人に勧め、大いに気に入った夫人はヴェルサイユ宮殿の晩餐会で必ず飲むようになった。これをきっかけにボルドーワインが宮廷で脚光を浴び、中でもラフィットは「王のワイン」という名声を得ることになった。
フランス革命前夜、ラフィットの名声は既に揺るぎのないものとなっていた。当時ヴェルサイユにアメリカ合衆国大使として赴任していたトーマス・ジェファーソンはアメリカ大陸でのワイン造りを思い立ち、1787年5月にラフィットを含む主要なボルドーワインを調査して回った。ジェファーソンもまたラフィットに魅せられ、生涯の愛好者となった。

### ロスチャイルド家へ
時代は遡って18世紀半ば、「葡萄園の王子」セギュール侯爵には男子がいなかったため、数々のシャトーは4人の娘に分与され、ラフィットとラトゥールは再度分離した。その後ラフィットを相続したニコラ・マリー・アレキサンドル・ド・セギュールは莫大な借金を抱え、ラフィットは親戚のニコラ・ピエール・ド・ピシャールの手に移るが、ピシャールは恐怖政治の時代にギロチン送りとなる。数人の所有者を経て、19世紀前半に所有者となったのはオランダ商人のヴィンテーンベルグ家であった。その間もワイン造りは受け継がれ、1855年のパリ万国博覧会で行われたメドック公式格付けでは、第1級格付けの筆頭として最高評価を受けた。
1868年8月8日、ロスチャイルド財閥創始者マイヤー・アムシェルの5男でパリ在住の銀行家ジャコブ・マイエール・ド・ロチルドが、ヴィンテーンベルグ家から競売に出されていたシャトー・ラフィットとシャトー・カリュアド（後にラフィットと統合される）を444万フランの大金で競り落とし、新たな所有者となった。ジャームはこのわずか3ヵ月後に亡くなったが、シャトー・ラフィットは「シャトー・ラフィット・ロートシルト」と改名され、ロスチャイルド家に引き継がれた。その後19世紀後半にかけて、ヨーロッパではワインの需要が拡大し、メドックは好景気に沸いた。
19世紀末から20世紀前半は苦難の時代であった。ブドウ畑がアメリカ大陸からもたらされたフィロキセラの被害に遭い（19世紀フランスのフィロキセラ禍）、第一次世界大戦では働き手の兵役や経済統制により大きな打撃を受けた。大恐慌の時代はワイン市場も底値が続いた。第二次世界大戦でフランスがドイツ軍によって占領されると、ラフィットはロスチャイルド財閥の財産であることを理由に解散させられ、セラーも略奪を受けた。
1945年末、エリー・ド・ロッチルド男爵がラフィットの所有権を取り戻し、シャトーの再生に着手した。さらに、ワイン愛好・振興団体であるボンタン騎士団の創設、アメリカ市場の開拓など需要拡大策にも積極的に取り組んだ。だが1960年代から70年代にかけては停滞し、評価を落としてしまう。1974年、エリーの甥のエリック・ド・ロッチルド男爵が事業を継承、品質の向上を成し遂げ、名声を回復した。現在は醸造責任者シャルル・シュヴァリエのリーダーシップのもと、世界最高水準のワインを生み出し続けている。

## ドメーヌ・バロン・ド・ロートシルト
シャトー・ラフィット・ロートシルトの運営主体となっているのは「ドメーヌ・バロン・ド・ロートシルト」（DBR）という企業体である。DBR社はフランス国内外のドメーヌへ出資し、色々な種類のワインを手がけている。現在DBR社傘下にあるドメーヌで著名なものは以下の通りである。
- シャトー デュアール・ミロン - メドック第4級
- シャトー・ペイル・ルバード - メドック、ブルジョワ級
- シャトー・レヴァンジル - ポムロルの著名なワイン
- シャトー・リューセック - ソーテルヌの貴腐ワイン。ソーテルヌ第1級
- ヴィーニャ・ロス・ヴァスコス - チリワインの代表的な作り手